# Громівець
Громівець (Moltkia) — рід родини Boraginaceae із 6 прийнятими видами, які зростають на півдні Європи та заході Азії. В Україні, у Криму росте один вид — громівець блакитний (Moltkia coerulea).

## Види
1. Moltkia angustifolia DC.
2. Moltkia aurea Boiss.
3. Moltkia coerulea (Willd.) Lehm.
4. Moltkia gypsacea Rech.f. & Aellen
5. Moltkia × intermedia (Froebel) J.W.Ingram
6. Moltkia × kemal-paschii Bornm.
7. Moltkia petraea (Tratt.) Griseb.
8. Moltkia suffruticosa (L.) Brand